# マルコ・バンデラス
マルコ・バンデラス（Marco Banderas, 1967年2月13日 - ）は、スペインのポルノ俳優。ウルグアイモンテビデオ出身。

## 出演
- 毒蜘蛛女
- ニンフォマニア2 無限のアクメ
- スプラッシャー/淫水帝国